# Ласер (једрење)
Класа ласер је популарна мала једрилица која се користи за спортска такмичења и рекреацију. Њом могу да управљају један или, ређе, два пилота. Једрилицу класе ласер је дизајнирао Брус Кирби 1970, са акцентом на једноставности и перформансама.  
Једрење у једрилицама овог типа захтева висок ниво кондиције и спретности. Такмичари стално мењају положај тако да користе и повољан и контра-ветар. 
Класа ласер је олимпијска дисциплина од Олимпијских игара 1996. До 2004. ова дисциплина је била отворена за оба пола, а од 2008. у њој се такмиче само мушкарци. 
Најбољи такмичар у овој класи свих времена је Роберт Шајт (Robert Scheidt) из Бразила. Победио је осам пута на светским првенствима и освојио две златне и једну сребрну олимпијску медаљу. 
Једрилице истог типа, али са нешто мањим једрима, су класе ласер радијал и ласер 4,7. 